# EUnet
EUnet (сокр. от англ. European UNIX Network) — европейская компьютерная сеть, созданная в 1982 году, ныне являющаяся сегментом сети Интернет.
Предоставляла первые международные соединения UUCP в Европе. Из свободного сотрудничества под эгидой EUUG (European UNIX Users Group, позже — EurOpen), она превратилась в полностью коммерческую организацию EUnet International Ltd.

## История
Первые UUCP-соединения по коммутируемым линиям были установлены в 1982 году между Великобританией, Нидерландами, Данией и Швецией. 1 января 1990 года EUnet начала предоставлять доступ к Интернету неакадемическим клиентам в Нидерландах, что сделало её одной из первых компаний, которая стала провайдером Интернета для широкой публики. EUnet предоставляла услуги через своих соответствующих национальных деловых партнеров во многих европейских странах. В этом же году к EUnet подключились советские Релком и «Демос».
В апреле 1998 года компания EUnet вместе с почти всеми европейскими деловыми партнерами была продана компании Qwest Communications International, которая, в свою очередь, позже преобразовалась с KPN в совместное предприятие KPNQwest. По состоянию на 2000 год KPNQwest обслуживала более 50 % европейского IP-трафика.
В Eunet входили европейские Интернет-пионеры: Теус Хаген, Даниэл Карренберг, Пит Беертема, Йохан Хельсингус и другие.